# Phalaenopsis maculata
Phalaenopsis maculata — епіфітна трав'яниста рослина  родини орхідних, або зозулинцевих (Orchidaceae).
Вид не має усталеної української назви. В україномовних джерелах використовується наукова назва Phalaenopsis maculata.

## Синоніми
- Phalaenopsis cruciata Schltr. 1910
- Phalaenopsis maculata f. Flava Christenson 2001
- Phalaenopsis muscicola Ridl. 1893
- Polychilos maculata (Rchb.f.) Shim 1982

## Природничі варіації
- Phalaenopsis maculata var. Flava

## Біологічний опис
Мініатюрний моноподіальний епіфіт або літофіт. 
 Стебло укорочене, приховане основами 2-3 листків.
Коріння довге, гладеньке, товсте.
Листя довгасто-еліптичне, понад 21 см в довжину, 4 см завширшки. 

Квітконоси прямостоячі або похилі, прості, рідше розгалужені, завдовжки 5-10 см. Квіти розпускаються послідовно, у добре розвинених екземплярів цвітіння може тривати до 3-х місяців. 

Квіти без запаху, до 3 см в діаметрі. Губа червона, загальний тон пелюсток білий або кремовий, іноді з зеленуватим відтінком. Пелюстки покриті червоно-коричневими поперечними довгастими плямами. 
 Від Phalaenopsis mariae, відрізняються менше розміром квітів і деталями їх будови.

## Ареал, екологічні особливості
Калімантан, Паханг, Сабан, Саравак, Борнео і Сулавесі.
Рівнинні і гірські змішані ліси на висотах від 0 до 1000 метрів над рівнем моря. Зустрічається, як на голих скелях, так і на моховитих стовбурах і гілках дерев. 

Середньомісячні температури в місцях природного зростання Phalaenopsis maculata практично однакові протягом усього року: вдень 27-30°С, вночі 18-20°С. 
 Відносна вологість повітря 82-90%. 
 Сухого сезону немає.
Відноситься до числа видів, що охороняються (II додаток CITES).

## Історія опису
Знайдено на Борнео Кертісом. У Європі з'явився в 1881 р. завдяки Вейч. У цьому ж році був описаний німецьким ботаніком Генріхом Райхенбахом.

## У культурі
Температурна група — тепла. Для нормального цвітіння обов'язковий перепад температур день/ніч у 7-10°С.
Вимоги до світла: 1000—1200 FC, 10760-12912 lx .
Яскраво вираженого періоду спокою немає. Бажаною посадка на блок. Між поверхнею блоку і корінням обов'язкове прокладка з моху. В активний період поливають щодня, у спеку до двох разів на день. 
 При неможливості утримання рослини на блоці можлива посадка в горщик або кошик для епіфітів.
Загальна інформація про агротехніку у статті Фаленопсис.
Вид використовується в  гібридизації.

## Первиннігібриди
- Alicia Fowler — maculata х stuartiana (Dr Henry M Wallbrunn) 1984
- Aurelien — mannii х maculata (Luc Vincent) 1993
- Charm — maculata х cornu-cervi (Dr Henry M Wallbrunn) 1987
- Gerald — venosa х maculata (Luc Vincent) 1993
- Good Cheer — maculata х amboinensis (Herb Hager Orchids) 1973
- Li'L Bit — maculata х lindenii (Jones & Scully) 1970
- Little Mac — maculata х fasciata (Herb Hager Orchids) 1978
- Little Sister — maculata х equestris (Herb Hager Orchids) 1973
- Maculearist — maculata х cochlearis (Shaffer's Tropical Garden) 1985
- Marilata — maculata х mariae (John Ewing Orchids, Inc.) 1977
- Micro Nova — maculata х parishii (Dr Henry M Wallbrunn) 1980
- Piebald — maculata х fuscata (Dr Henry M Wallbrunn) 1982
- Rare Delight — gigantea х maculata (Dr Henry M Wallbrunn) 1985
- San Shia Ama — amabilis х maculata (Hou Tse Liu) 2004
- Selene — maculata х micholitzii (Dr Henry M Wallbrunn) 1984
- Spring Rain — maculata х violacea (Herb Hager Orchids) 1974